# Al-Qassam Brigades
De Al-Qassam Brigades, ook bekend als de Izz al-Din al-Qassam Brigades of Qassam Brigades, zijn de gewapende, militaire tak van Hamas. De naam is afgeleid van Izz ad-Din al-Qassam, een verzetsstrijder die in Syrië en Palestina vocht. De Brigades ontstonden in 1992 en worden door onder andere de VS, EU, het VK, Canada, Australië en Israël aangemerkt als terroristische organisatie.

## Leiders
- Salah Shehade (-2002)
- Mohammed Deif (2002-2024)